# Aphyonus gelatinosus
Aphyonus gelatinosus är en fiskart som beskrevs av Günther, 1878. Aphyonus gelatinosus ingår i släktet Aphyonus och familjen Aphyonidae. Inga underarter finns listade i Catalogue of Life.

## Bildgalleri

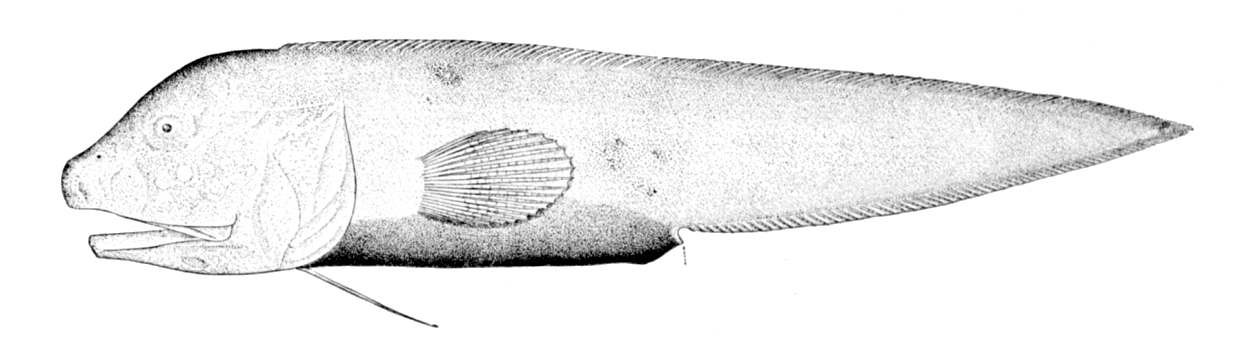
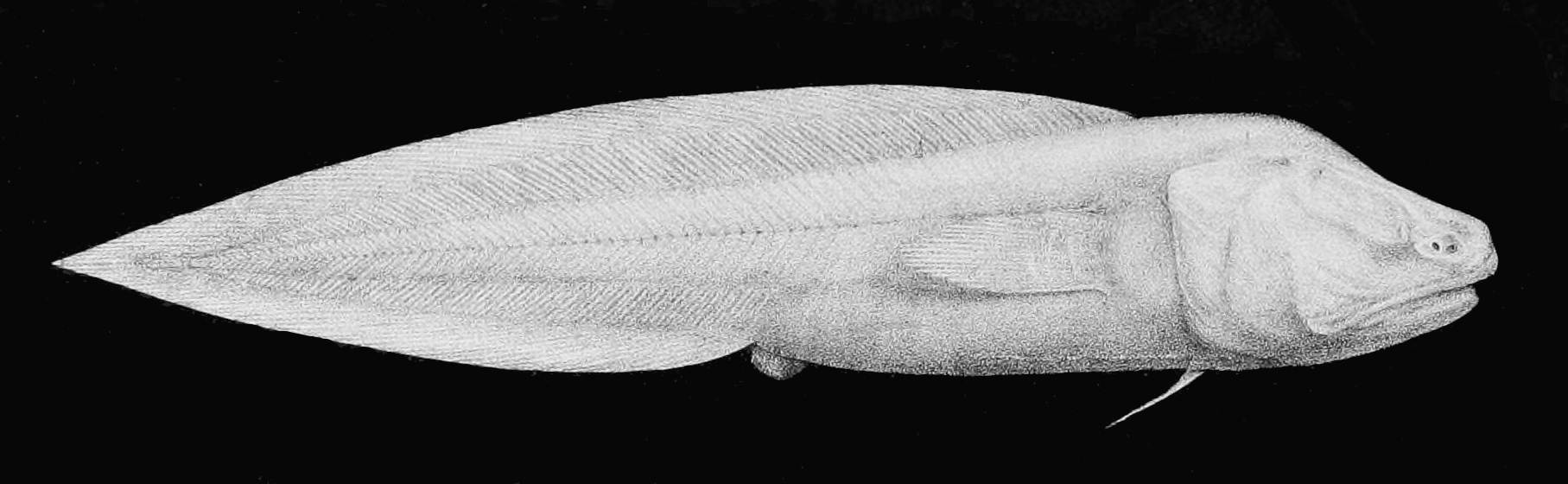